# Pset
Županija Pset ili Pesenta predstavlja jednu od 11 najstarijih u teritorijalnoj podjelu Primorske Hrvatske i okolnih krajeva. Popis ovih županija donosi bizantski car Konstantin VII. Porfirogenet u svome djelu De administrando imperio (O upravljanju carstvom), i odnosi se na 9. ili početak 10. stoljeća,
Prema spisu crkvenog sabora u Splitu iz 1185. godine, koji je pronašao Franjo Rački, župa Pset je pripadala u crkvenom pogledu kninskoj biskupiji. Središnji dio srednjovjekovne župe Pset obuhvatalo je Petrovačko i Bravsko polje. Na zapadu se prostirala do Plješivice i rijeke Une, na istoku do rijeke Sane, a na jugu negdje oko Drvara i rijeke Unca.
Prvi poznati župan koji je upravljao župom Pset u kraljevo ime bio je Dionizije koji se spominje u jednom spisu iz 1266. godine. Od 1276. – 1280. župu drže Babonići, a zatim knezovi Blagajski. U to vrijeme prostrana župa dijelila se na dvije manje comitatus župe, Veliki i Mali Pset, svaka sa sjedištem u kraljevskom gradu. Gdje su se nalazila ta dva kraljevska grada u župi Pset nije ni do danas poznato. Potkraj 13. stoljeća krajevima do preko Vrbasa vladaju knezovi Šubići od Bribira.
Prema raznim, uglavnom sudskim, dokumentima iz 14. i 15. stoljeća poznato je nekoliko plemenitaških rodova koji su imali svoje posjede u župi Pset, a bili su iz plemena Kolunić. U plemenu Kolunić bilo je više zadruga ili hiža - obitelji. Iz 15. stoljeća, pored 11 poznatih kuća, najpoznatija je zadruga ili hiža Mišljenovića od Kolunića, čiji je predak poznat iz jedne povelje 1325. godine. Drugi poznati plemenitaški rod (hiža) u 15. stoljeću u župi Pset bili su Perušići. Blagajnik kralja Vladislava II. zabilježio je 1495. godine da je isplatio određenu sumu novca Gašparu Perušiću za očuvanje njegovog grada Bjelaja (u originalu Belay). Treći poznati rod bili su Oršići iz Drinića koji su osnovali naselje Slavetići kod Karlovca po kojem su se i oni prozvali.
O životu iz tih vremena svjedoče ostaci srednjovjekovne crkve Sv. Đurđa (Panađur) koju neki datiraju u 14. stoljeće, a neki povjesničari možda i u 12. stoljeće. Proglašena je za nacionalni spomenik BiH.
Navedene najpoznatije obitelji iz plemena Kolunića, kao i druge, manje poznate, počele su se preseljavati sa svojih posjeda u Psetu dalje na zapad i sjever, po padu Bosne pod osmansku vlast 1463. godine, a sve jača preseljenja uslijedila su iza Krbavske bitke 1495. godine. 
Oršići iz Pseta su osnovali naselje Slavetići kod Karlovca po kojem su se i oni prozvali. Perušići su osnovali današnje naselje istog imena u Lici. Neke obitelji su zadržale rodovska imena a neke su se u novom zavičaju zvale plemenskim imenom Kolunić. Poznat je i Martin Rota-Kolunić, bakrorezac iz 16. stoljeća, rođen u Šibeniku.
Stara imena naselja na teritoriji ove nekada srednjovjekovne župe koja i danas postoje:  Očijevo,  Kolunić, Cvijetnić, Smoljana, Bjelaj i Drinić.

## Vanjske poveznice
- Vjesnik Hrvatskog arheološkog društva Vjekoslav Klaić: Županija Pset (Pesenta) i pleme Kolunić,, n.s. Sv. XV, Zagreb, 1928., str. 4. – 5.